# Білоцерківський провулок (Київ)
Білоцеркі́вський прову́лок — зниклий провулок, що існував у Ленінградському районі (нині — територія Святошинського) міста Києва, селище Біличі. Пролягав від Білоцерківської вулиці до тупика. 

## Історія
Провулок виник у 20–30-х роках XX століття під назвою Пушкінський, на честь російського поета Олександра Пушкіна. 
Назву Білоцерківський провулок отримав у 1950–60-ті роки, на честь міста Біла Церква (Київська область). 
Ліквідований наприкінці 1980-х років у зв'язку з частковим знесенням старої забудови селища Біличі та будівництва багатоповерхових будинків.